# Rudolf Siegert (SS-Mitglied)
Rudolf Siegert (* 23. Dezember 1899 in Satzung; † 24. April 1945 in Berlin) war ein deutscher Jurist und SS-Führer. Siegert war Ministerialrat im Reichsministerium der Finanzen und Leiter der Amtsgruppe II (Organisation, Verwaltung und Recht) des Reichssicherheitshauptamtes.

## Leben
Der Sohn eines Landwirts studierte Rechtswissenschaften und promovierte 1926 zum Dr. jur. Danach wurde Siegert im sächsischen Finanzministerium tätig.
1933 trat Siegert in die SA ein und arbeitete ab 1934 als Ministerialrat im Reichsministerium der Finanzen in Berlin. 1936 entschied er sich für einen Übertritt zur Gestapo. Siegert wurde 1937 Mitglied der NSDAP (Mitgliedsnummer 4.578.519) sowie 1939 der SS (SS-Nr. 347.050).
Am 1. August 1940 zum SS-Standartenführer befördert, leitete er die Amtsgruppe II C a (Haushalt und Wirtschaft der Sicherheitspolizei) sowie das Referat II C 1 (Haushalt und Besoldung) des Reichssicherheitshauptamtes (RSHA). Am 19. November 1942 wurde er mit der Leitung des Amtes II (Organisation, Verwaltung und Recht) des RSHA in der Nachfolge von SS-Standartenführer Hans Nockemann, den er bislang vertreten hatte, betraut.
Die Beförderung Siegerts zum SS-Oberführer erfolgte am 30. Januar 1943. In diesem Jahr wechselte er vom RSHA ins Wirtschaftsministerium.
Während der Schlacht um Berlin erschossen Soldaten der Roten Armee Siegert in seinem Haus.